# 80ª Legione CC.NN. d'Assalto "Alessandro Farnese"
La 80ª Legione CC.NN. d'Assalto "Alessandro Farnese" è stata un'unità militare della Milizia Volontaria per la Sicurezza Nazionale.

## Storia

### Le legioni parmensi
Fin dalla costituzione della Milizia Volontaria per la Sicurezza Nazionale nella provincia di Parma furono presenti due legioni CC.NN.: la 80ª Legione CC.NN. "Alessandro Farnese" di stanza a Parma e la 74ª Legione CC.NN. "Taro" a Fidenza. Al comando della 80ª fu fino al 1926 il console Giuseppe De Turris, in seguito Raul Forti fino al 1927, Giovanni Sgarzi fino al marzo 1930, Archimede Mischi fino al 1932 e Cassiano Gamberini. Con la vittoria dei fascisti moderati sugli estremisti di Luigi Lusignani e la nomina di Raul Forti al comando della MVSN vi fu notevole incremento di volontari. Tutte le squadre d'azione che si erano nel frattempo costituite autonomamente confluirono nella MVSN.
Per la 74ª il comandante fu Angiolo Carrara Verdi e dal 1926 Remo Ranieri che ne era stato il principale ispiratore.
Il 28 ottobre 1926 la legione "Farnese" si dotò di un proprio giornale con cadenza quindicinale chiamato "A Noi!" con direttore il capo manipolo Ugo Ugolotti. L'esperienza di "A Noi!" fu di breve durata e il 13 febbraio 1928 divenne il giornale sportivo il "Corriere del lunedì".

### La 80ª Legione CC.NN. "Alessandro Farnese"

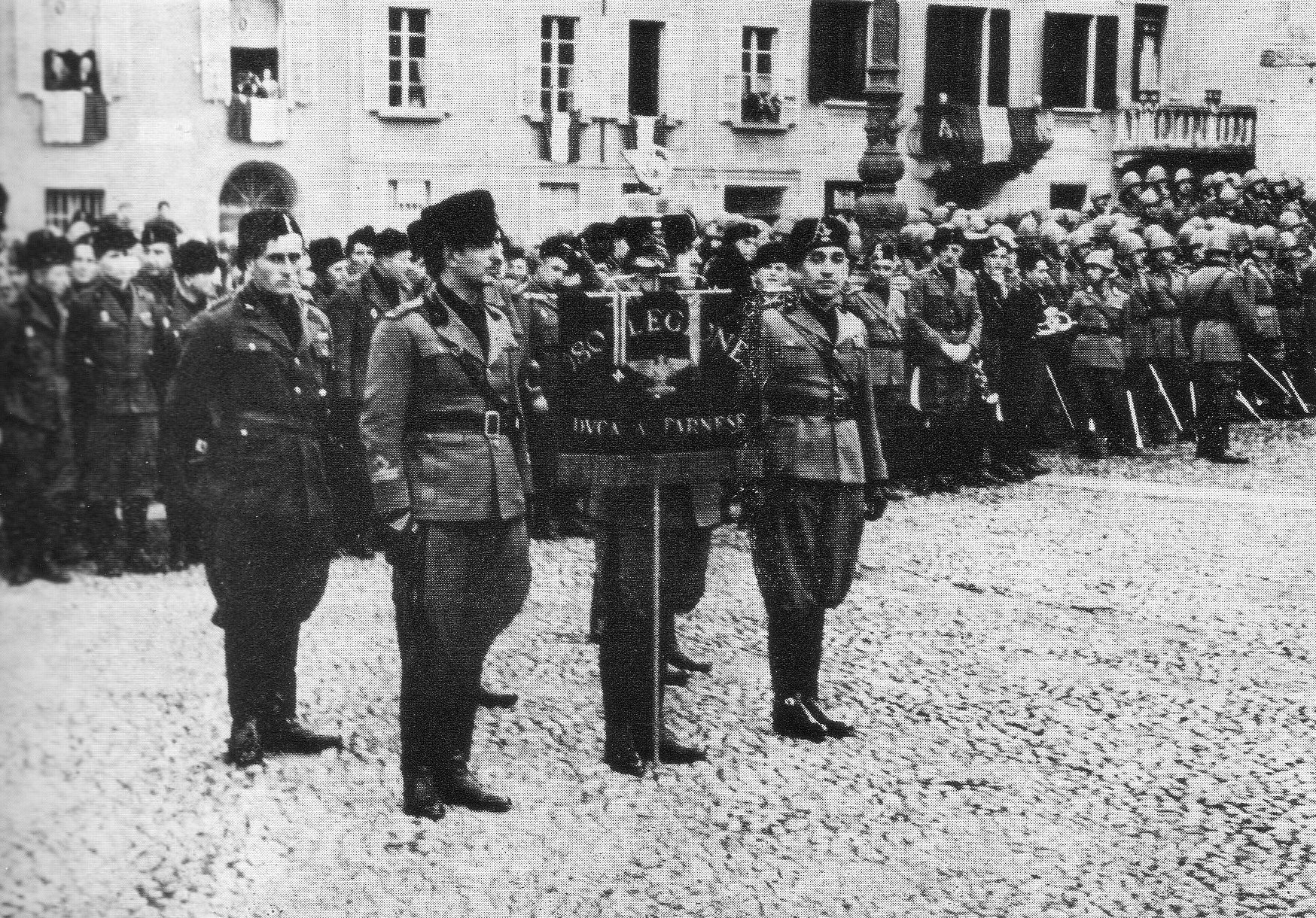
La 180ª legione a Parma

La 80ª Legione CC.NN. "Alessandro Farnese" fu creata in occasione della guerra d'Etiopia con le due legioni parmensi della MVSN. La 74ª Legione CC.NN. "Taro" di Fidenza e la 80ª Legione CC.NN. "Alessandro Farnese" di Parma furono rispettivamente trasformate nel 174º Battaglione CC.NN. Fidenza e nel 180º Battaglione CC.NN. Parma per la durata della guerra d'Etiopia. I due battaglioni costituirono la 80ª Legione CC.NN. "Alessandro Farnese" posta al comando del console della MVSN Alessandro Biscaccianti.
Insieme alla 114ª Legione CC.NN "Garibaldina" e alla 116ª CC.NN. Legione "Alpina" costituì la 2ª Divisione CC.NN. "28 ottobre".
Entrambi i battaglioni della "Farnese" partirono nel maggio 1935 per l'addestramento a Formia.

### La prima battaglia del Tembien (l'assedio di passo Uarieu)

Il console della MVSN Alessandro Biscaccianti, comandante della 180ª Legione CC.NN. "Alessandro Farnese"

Il 2 gennaio 1936 la Divisione CC.NN. "28 ottobre" fu destinata nel Tembien dove dal 23 novembre si trovava già il 1º Gruppo Battaglioni CC.NN. d’Eritrea, del console Generale Filippo Diamanti. Il trasferimento dell'intera divisione iniziò il 5 gennaio e raggiunse dapprima Abarò dove fu lasciata di presidio la 116ª CC.NN. Legione "Alpina". Il mattino seguente, la "Farnese" che si trovava in retroguardia sostenne i primi scontri con armati abissini che l'avevano attaccata. In serata fu raggiunta Addi Zubaha dove fu lasciato un nuovo presidio costituito dalla 114ª Legione CC.NN "Garibaldina". A questo punto la Divisione "28 ottobre" si rimise in marcia raggiungendo passo Uarieù pochi giorni dopo, ma la sua forza era ormai ridotta ai soli due battaglioni della 80ª Legione CC.NN. "Alessandro Farnese" più i reparti divisionali.
Il 21 gennaio Somma ordinò al raggruppamento CC.NN. guidato da Diamanti una sortita dimostrativa fino al Mai Beles. La spedizione però proseguì oltre tentando di raggiungere la Debra Amba venendo però accerchiata dagli arbegnuoc etiopici e decimata. I resti della colonna Diamanti raggiunse a stento le postazioni fortificate di passo Uarieu dopo aver subito la perdita di tutti i comandanti di compagnia. Nel pomeriggio l'intero fortilizio fu stretto d'assedio dall'armata di Ras Cassa Darghiè. Il generale Alessandro Pirzio Biroli capì che una sconfitta a passo Uarieu avrebbe probabilmente compromesso l'offensiva nel Tembien e forse l'intera guerra e predispose il più rapidamente il salvataggio degli assediati. L'intera aviazione italiana fu impiegata nel bombardare gli attaccanti e a rifornire di viveri e munizioni gli assediati. mentre la 2ª Divisione eritrea del generale Achille Vaccarisi fu inviata in soccorso.
Dal 21 al 24 gennaio 1936 la "Farnese", insieme ad altri reparti minori e ai resti della "Diamanti" resse l'assedio di passo Uarieu resistendo agli assalti abissini completamente circondati e senza possibilità di ottenere rifornimenti. Particolarmente intensi furono gli assalti abissini del 22 gennaio che diedero la sensazione di un prossimo crollo delle difese. Il 23 gennaio gli assediati avevano quasi terminato le scarse riserve d'acqua (solo 1200 litri per circa tremila militi) e il console Biscaccianti dovette inumidire dei batuffoli di cotone per bagnare le labbra riarse dei soldati. Nel frattempo nuovi duri attacchi furono lanciati per tutta la mattinata del 23 dagli abissini finché nel pomeriggio abbandonarono le posizioni conquistate, sotto un incessante bombardamento, e si riposizionarono su una linea più arretrata. Ras Cassa Darghiè in una comunicazione al negus Hailé Selassié imputò all'utilizzo anche dell'iprite l'insuccesso della sua offensiva.
Con l'avvicinamento delle avanguardie della 2ª Divisione eritrea i difensori contrattaccarono gli assedianti in ritirata puntando soprattutto alle più vicine fonti d'acqua. Con il ritiro delle truppe etiopiche la battaglia giunse al termine e con essa l'intera Prima battaglia del Tembien.

### La seconda battaglia del Tembien

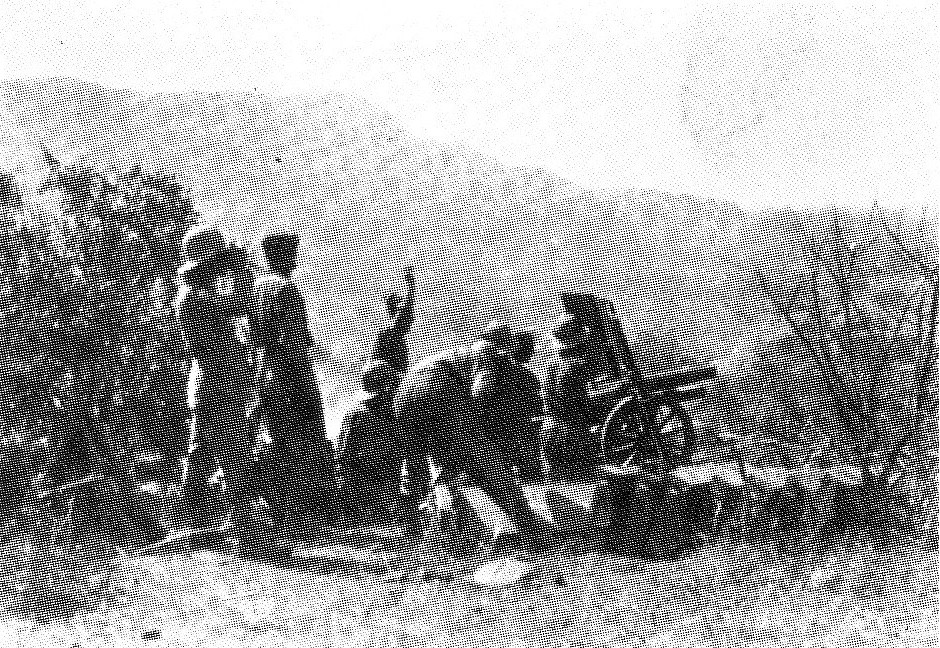
Batteria della 80ª Legione a Scimerbò

Durante la successiva battaglia dell'Amba Aradam nel febbraio 1936 l'180º Battaglione "Parma" della "Farnese" rimase di presidio a passo Uarieu mentre il 74º prese parte allo scontro con il Degiac Bejené battendolo. Il 28 febbraio la colonna della 2ª Divisione CC.NN. "28 ottobre" puntò sui roccioni di Debra Ambà, ma superato il Mai Beles incontrò un fitto fuoco nemico ciononostante la "Farnese" attaccò e occupò le prime postazioni dell'amba. Poi ricevette da Somma l'ordine di procedere all'occupazione anche del quinto roccione tralasciando quelli intermedi. L'azione anticipò i rinforzi abissini che furono respinti. L'occupazione di Debre Amba spianò la strada per Abbì Addì che fu occupata in seguito. Dopo quest'ultima battaglia la 28 ottobre e quindi anche la "Farnese" restò di presidio nel Tembien fino alla fine della guerra.

La 180ª legione di ritorno dall'Africa Orientale sfila a Genova

Insieme alla divisione 28 ottobre, la "Farnese" fu tra i primi reparti a rientrare in Italia. Nell'agosto del 1936 sbarcò a Genova dove sfilò per le strade ed infine fu smobilitata il 31 agosto 1936 a Brescia.
I caduti della 80ª Legione in Etiopia furono 38.
Con regio decreto del 27 gennaio 1937, di motu proprio il re Vittorio Emanuele III insignì il labaro della "Farnese" dell'Ordine Militare di Savoia.

#### La memoria di passo Uarieu a Parma
Negli anni seguenti la memoria dello sforzo sostenuto dai volontari parmensi nella battaglia di Passo Uarieu fu dal fascismo alimentata soprattutto a Parma. La ricorrenza della battaglia a Parma divenne una delle solenni ricorrenze cui nel primo aniversario presero parte il generale Umberto Somma, il console generale Alessandro Biscaccianti e il poeta Filippo Tommaso Marinetti che era presente alla battaglia come volontario di guerra.

### Nella seconda guerra mondiale

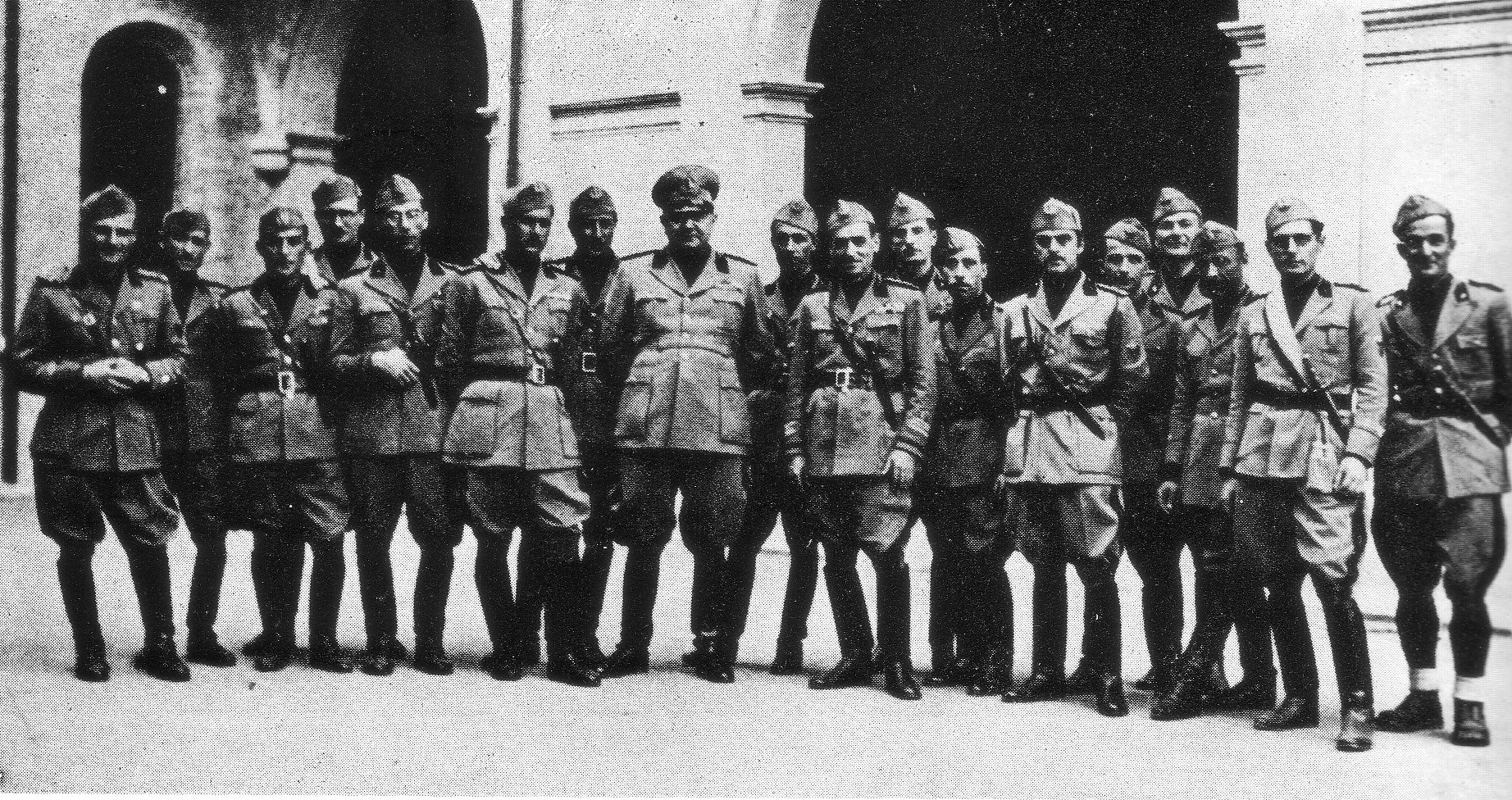
La 80ª legione prima della partenza per il fronte. Al centro il console Secondo Meneghetti

La "Farnese" ormai disciolta non prese ufficialmente parte alla guerra civile spagnola, ciononostante si mobilitarono numerosi volontari già appartenenti alla legione. In Spagna caddero 25 legionari tra cui il 1° seniore della 74ª Legione CC.NN. "Taro" Francesco Del Grosso, decorato con due medaglie d'argento al valor militare.
Con l'inizio della seconda guerra mondiale l'180º Battaglione CC.NN. - Parma (già della 80ª Legione "Farnese") fu aggregato alla 36ª Divisione fanteria "Forlì" e prese parte alla Battaglia delle Alpi Occidentali contro la Francia.
Il 14 novembre 1940 il comando dell'80ª Legione CC.NN. d'Assalto "Alessandro Farnese", sotto il comando del console della MVSN Secondo Meneghetti, fu mobilitato insieme all'80ª compagnia mitraglieri di Parma e nel febbraio 1941, e inviato in Albania fu aggregato alla 53ª Divisione fanteria "Arezzo". In Albania alla "Farnese" furono assegnati il 26º Battaglione CC.NN. d'Assalto Legnano e il 67º Battaglione CC.NN. d'Assalto Bologna che erano già in zona dal dicembre 1940 quando erano stati inviati per rinforzare la divisione "Venezia" durante la campagna contro la Grecia.

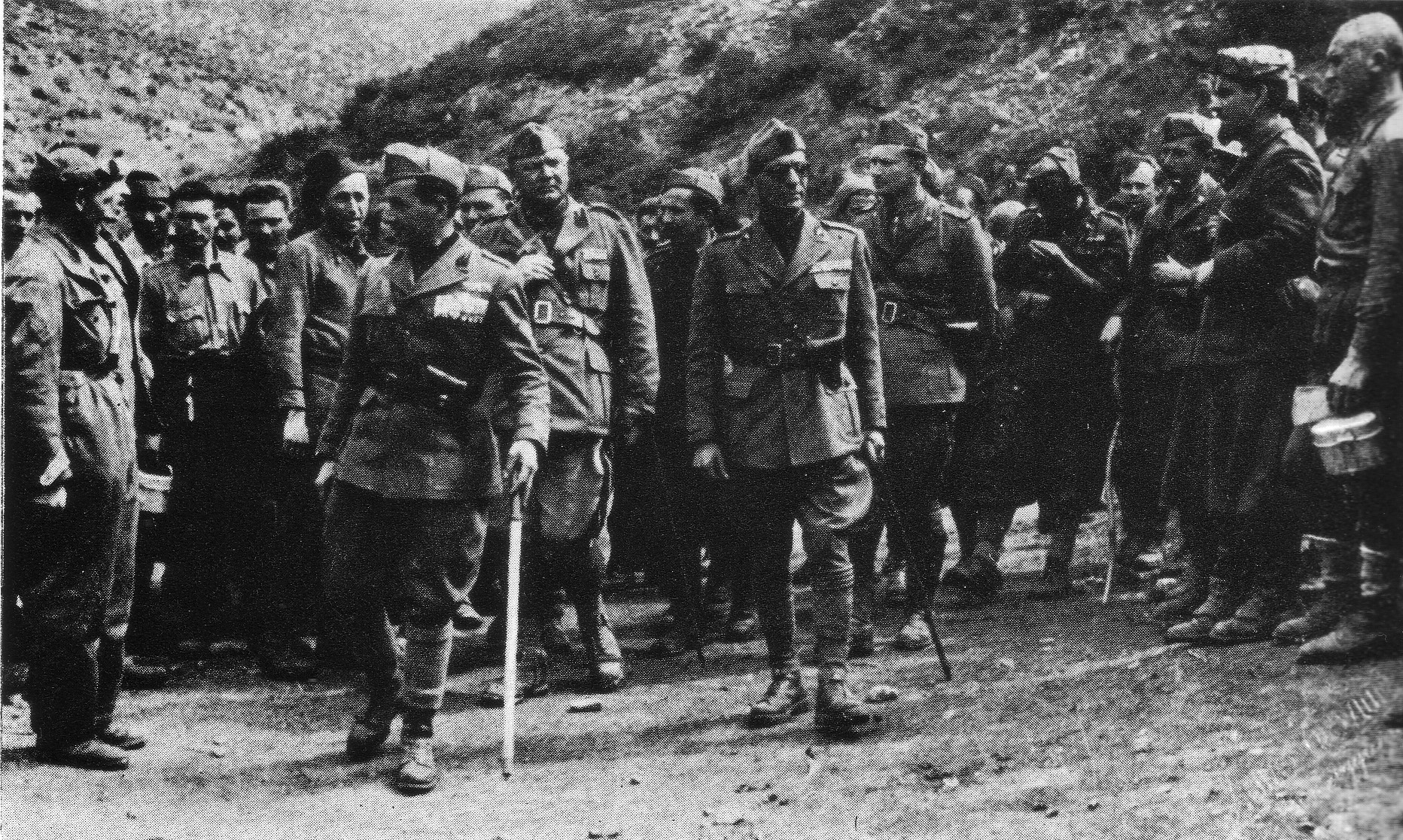
La 80ª legione sul fronte albanese. Al centro il console Secondo Meneghetti e il generale Tuasimondi

Il 1º aprile iniziò ufficialmente il proprio ciclo operativo di presidio lungo la strada Perenies-Katieli nel distretto di Librazhd. Il 9 aprile la "Farnese" fu spostata sul confine tra la Jugoslavia e l'Albania e il 10 aprile fu impegnata nell'invasione della Jugoslavia. Schierata presso il lago di Ocrida la mattina del 10 aprile entrò in territorio nemico occupando Struga ed Ocrida, in territorio macedone. Nel corso dell'attacco il comandante della "Farnese" console Menegnetti fu ferito a morte. Il comando fu temporaneamente assegnato al seniore Giacomo Cucè comandante del 26º Battaglione "Legnano".
Il 13 aprile entrò momentaneamente a far parte del Raggruppamento Camicie Nere d'Assalto "Struga" sotto il comando del console generale Alessandro Biscaccianti, ex comandante della 180ª "Farnese" durante la guerra d'Etiopia.
Il raggruppamento "Struga" comprendeva anche la 93ª legione d'assalto "Giglio Rosso" di Empoli e la 109ª legione d'assalto "Filippo Corridoni" di Macerata.
Il 21 aprile il comando della legione fu assunto dal console Antonio Petti proveniente dal 72º Battaglione "Modena". La "Farnese" nella campagna di Jugoslavia ebbe 12 caduti tra cui il console Meneghetti che fu decorato con la medaglia d'oro al valor militare.
Dopo la resa della Jugoslavia la "Farnese" svolse solo compiti di presidio in territorio albanese tra cui Pojan e Pogradec.
Dopo l'armistizio dell'8 settembre 1943 la divisione "Arezzo" cui era aggregata la "Farnese" si arrese ai tedeschi. Il 26º Battaglione "Legnano" seguì la sorte della grande unità mentre il 67º Battaglione "Bologna", rifiutata la resa, passò coi tedeschi. Il battaglione "Bologna" fu trasferito a Salonicco in Grecia.